# Ягорлик (заповідник)
Науковий заповідник Ягорлик названо на честь річки, в нижній течії якої він знаходиться. Територія цього заповідника не настільки велика, як зони інших природоохоронних територій Молдови — вона складає всього то 836 га сухопутної зони і 270 га водного простору. Зате тут можна знайти найпримітніші біоценози лівобережжя Дністра.
Територіально заповідник Ягорлик відноситься до Дубоссарського району у складі невизнаної Придністровської Молдавської Республіки (Молдова). Там, де він розташований — у нижній течії річки Ягорлик, знаходиться Дубоссарська ГЕС, яка затопила все в окрузі і тим самим сприяла утворенню Гоянської затоки.
У всьому Придністров'ї більше немає заповідників, крім території Ягорлик. Створений цей природоохоронний об'єкт був 15 лютого 1988 року. Рішення про його створення було прийнято РМ МРСР, відповідно до нього заповідник Ягорлик з'явився на базі Республіканського іхтіологічного заказника «Гоянська затока». Нині заповідна структура Ягорлик знаходиться в складі Євразійської спілки заповідників та зареєстрована до Міжнародного заповідного фонду.
Включена до складу заповідника суша являє собою степові угруповання тварин і рослин. Наприклад, серед них такі типові мешканці степу, як тонконіг, ковила і типчак. Лісові ж біоценози представлені дуже скупо, їх невеликі за площею ділянки складаються переважно з пухнастого і черешчатого дуба. Ендемічними мешканцями заповідника є льон лінейнолистий, тонконіг молдавський, дрок чотиригранний і молочай хрящовий.
Трохи інша природна зона займає саму заплаву річки Ягорлик. Вона невелика за площею, проте насичена різними видами рослин, як то: кострець, тонконіг, пирій та ін. Інші види знаходяться у водних просторах заповідника, тут домінують очерет, кушир, рдест, рогіз. Всього ж флора заповідника Ягорлик налічує 719 видів рослин, з яких 50 особливо охороняються.
Серед тварин на просторах заповідника Ягорлик зустрічаються такі ссавці, як кабани, козулі, лисиці, єнотовидні собаки, видри, борсуки, кам'яні куниці — всього 29 видів ссавців. Особливо великою популяцією відрізняються тут кабани, але ж перенасичення цими тваринами може викликати негативний вплив на навколишнє середовище. При цьому винищувати кабанів під час полювання в заповіднику заборонено (штраф становить 390 $). Тому співробітникам парку залишається йти на різні хитрощі, щоб витіснити кабана із заповідної території. З рідкісних видів водяться лише два — горностай і європейський ховрашок.
Клас плазунів представлений такими тваринами: черепаха, жовточеревий полоз, мідянка. В найбільшій кількості в заповіднику водяться птахи — 121 вид. У тому числі і предствники Червоної книги Молдови — це лебідь-шипун, польовий лунь і скопа. Не менш примітними мешканцями є тут чорні лелеки, чорні серпокрильці, кедровки, орлани-білохвости, чорноволі гагари, сірі сорокопуди та ін.
Відносно водних просторів заповідника, то в них виявлена величезна різноманітність живих форм, як з числа флори, так і фауни. У загальній складності у водах Гоянської затоки нараховано близько 180 форм зоопланктону, а ще 29 різновидів рідкісних риб. Останні представлені такими видами: рибець, короп, сом, тарань, плітка, жерех, минь, судак тощо.
Адміністративний центр заповідної зони Ягорлик знаходиться в селі Гояни. Вхід до заповідних просторів розташований за 20 км від міста Дубоссари.